# Александрос Папагос
Александрос Папагос (грец. Αλέξανδρος Παπάγος; 9 грудня 1883 — 4 жовтня 1955) — грецький військовий та політичний діяч, прем'єр-міністр Греції (1952—1955).

## Життєпис
Навчався у військовій академії (Брюссель, Бельгія) та кавалерійській школі в Іпрі, вступив до лав грецької армії в чині 2-го лейтенанта кавалерії 1906 року. В Першу балканську війну служив у Генеральному штабі, воював у Македонії. Був звільнений 1917 як рояліст, а з відновленням монархії повернувся до лав збройних сил (1920), воював у Малій Азії проти турків (у кавалерії), знову був звільнений 1922 року, та відновлений 1927 у званні генерал-майора. Звання генерал-лейтенанта отримав 1931.
1934 року став командувачем корпусом, у 1935–1936 роках — міністром оборони. На останньому посту сприяв реставрації монархії, у 1936-1940 роках очолював Генеральний штаб, а у 1940-1941 — займав пост Головнокомандувача під час Італо-грецької війни. У 1949–1951 роках знову став Головнокомандувачем (під час громадянської війни).
Александрос Папагос — єдиний у Греції полководець, який отримав найвище військове звання у Збройних силах країни — стратег (28 жовтня 1949). Обіймав посаду прем'єр-міністра до самої своєї смерті.
Папагос є автором книги «The battle for Greece» («Битва за Грецію»). На його честь названо передмістя Папагу, що на північному сході від району Пентагоно міста Афіни, де розташовано Міністерство оборони Греції.